# Boniches
Boniches település Spanyolországban, Cuenca tartományban. Boniches Campillos-Paravientos, San Martín de Boniches, Villar del Humo, Pajaroncillo, Cañete, Huérguina és Alcalá de la Vega községekkel határos. Lakosainak száma 136 fő (2024).

## Népesség
A település népessége az utóbbi években az alábbiak szerint változott:
| Lakosok száma | 189  | 172  | 166  | 156  | 156  | 145  | 148  | 146  | 139  | 136  |
|               | 2001 | 2004 | 2006 | 2009 | 2011 | 2014 | 2016 | 2019 | 2021 | 2024 |